# Resiuan Muchamedowitsch Mirsow
Resiuan Muchamedowitsch Mirsow (russisch Резиуан Мухамедович Мирзов; * 22. Juni 1993 in Baksan) ist ein russischer Fußballspieler.

## Karriere

### Verein
Mirsow begann seine Karriere bei Spartak Naltschik. Zur Saison 2012/13 rückte er in den Kader der Profis von Naltschik. Sein Debüt in der Perwenstwo FNL gab er im August 2012, als er am achten Spieltag jener Saison gegen den FK SKA-Chabarowsk in der 70. Minute für Denis Doroschkin eingewechselt wurde. Dies blieb sein einziger Einsatz für Naltschik. Im Januar 2013 wurde er an den Drittligisten Spartak Kostroma verliehen. Für Kostroma spielte er sieben Mal in der Perwenstwo PFL. Zur Saison 2013/14 wurde er an Swesda Rjasan weiterverliehen.
Die Leihe wurde in der Winterpause jener Saison beendet, woraufhin Mirsow allerdings nicht nach Naltschik zurückkehrte, sondern zum ebenfalls zweitklassigen Torpedo Moskau wechselte. Mit Torpedo stieg er zu Saisonende in die Premjer-Liga auf. Im August 2014 spielte er gegen Zenit St. Petersburg erstmals in der höchsten russischen Spielklasse. In der Saison 2014/15 kam er zu 26 Einsätzen in der Premjer-Liga, aus der er mit Torpedo allerdings nach einer Spielzeit wieder abstieg.
Nach dem Abstieg wechselte er zur Saison 2015/16 zum Erstligisten Terek Grosny. In Grosny konnte er sich allerdings nie durchsetzen und kam in zwei Saisonen zu 13 Erstligaeinsätzen. Im Juli 2017 wechselte er innerhalb der Premjer-Liga zum FK Rostow, der ihn direkt an den ebenfalls erstklassigen FK Tosno verlieh. Für Tosno spielte er bis zum Ende der Leihe 20 Mal in der Premjer-Liga und machte zwei Tore, zudem schoss er mit dem Treffer zum 2:1 gegen Awangard Kursk im Cupfinale Tosno zum Pokalsieg. Tosno stieg allerdings zu Saisonende aus der Premjer-Liga ab und löste sich kurz darauf auf. Nach dem Ende der Leihe kehrte Mirsow nach Rostow zurück, nach drei Kurzeinsätzen wurde er allerdings im August 2018 ein zweites Mal verliehen, diesmal an Arsenal Tula. In Tula absolvierte er während der Leihe 23 Spiele in der höchsten Spielklasse und erzielte sechs Tore.
Diesmal kehrte Mirsow nicht mehr nach Rostow zurück, sondern wechselte im Juli 2019 zum Ligakonkurrenten Spartak Moskau. In seiner ersten Saison bei Spartak spielte er 21 Mal in der Premjer-Liga. Im Oktober 2020 wurde er innerhalb der Liga an den FK Chimki verliehen. Während der Leihe kam er zu 17 Einsätzen, in denen er sechs Tore erzielte. Zur Saison 2021/22 kehrte er zunächst zu Spartak zurück, für das er zu Saisonbeginn fünfmal spielte. Im September 2021 wurde er dann ein zweites Mal nach Chimki verliehen. Diesmal absolvierte er 19 Partien in der Premjer-Liga und erzielte dabei drei Tore.
Zur Saison 2022/23 wurde er von Chimki fest verpflichtet. In jener Spielzeit kam er zu 24 Einsätzen in der Premjer-Liga, aus der er mit dem Team zu Saisonende aber abstieg. Anschließend wechselte Mirsow im September 2023 nach Aserbaidschan zum Erstligisten Neftçi Baku. Für Neftçi spielte er 21 Mal in der Premyer Liqası. Zur Saison 2024/25 kehrte er nach Chimki zurück, das mittlerweile wieder in die Premjer-Liga aufgestiegen war.

### Nationalmannschaft
Mirsow stand im Juni 2019 gegen San Marino erstmals im Kader der russischen Nationalmannschaft.

### Erfolge
- Russischer Pokalsieger (2018)